# Henicophaps
Henicophaps é um gênero de aves da família Columbidae.
As seguintes espécies são reconhecidas:
- Henicophaps albifrons Gray, GR, 1862
- Henicophaps foersteri Rothschild & Hartert, 1906